# José Pesarrodona
José Pesarrodona Altimira (Sant Salvador de Guardiola, 1 februari 1946) is een voormalig Spaans wielrenner en winnaar van de Ronde van Spanje.
De focus van het seizoen lag voor Pesarrodona gewoonlijk bij de Ronde van Spanje. Voor 1976 had hij al tweemaal een toptiennotering neergezet en in 1973 had hij al enige tijd in de  gouden leiderstrui gereden. 1976 was echter het belangrijkste jaar in de carrière van Pesarradona: hij won de Vuelta door in de laatste etappe de tijdrit beter te rijden dan alle concurrenten. Zo veroverde hij de Gouden Trui op Hennie Kuiper en liet zich huldigen tot winnaar van een van de belangrijkste wedstrijden van het jaar.
Na 1976 werd hij nog eenmaal tweede en een keer achtste, maar hij kon de ronde niet meer winnen. Na zijn wielerloopbaan werd hij commentator bij de Catalaanse krant Avui.

## Belangrijkste overwinningen
1971
- 4e etappe Ronde van Asturië

1973
- 2e etappe Escalada a Montjuïc

1974
- proloog Ronde van Asturië
- Prueba Villafranca de Ordizia
- 7e etappe Ronde van Catalonië

1976
- Ronde van Spanje
- 1e etappe Ronde van Zwitserland

1978
- 6e etappe Ronde van Aragon

## Resultaten in voornaamste wedstrijden
| Jaar | Ronde van Italië | Ronde van Frankrijk | Ronde van Spanje |
| ---- | ---------------- | ------------------- | ---------------- |
| 1971 |                  |                     | opgave           |
| 1972 | 14e              |                     | 8e               |
| 1973 | 4e               |                     | 4e               |
| 1974 |                  | 29e                 | 37e              |
| 1975 |                  | 34e                 | 18e              |
| 1976 |                  | 11e                 | ↑                |
| 1977 |                  | opgave              | 8e               |
| 1978 |                  | opgave              | ↑                |

| Jaar |  | WK op de weg |  | Wereldranglijsten |
| ---- |  | ------------ |  | ----------------- |
| 1971 |  |              |  |                   |
| 1972 |  |              |  |                   |
| 1973 |  | 33e          |  | 20e (SPP)         |
| 1974 |  |              |  |                   |
| 1975 |  |              |  |                   |
| 1976 |  |              |  | 13e (SPP)         |
| 1977 |  |              |  |                   |
| 1978 |  |              |  | 31e (SPP)         |